# Callinectes affinis
Callinectes affinis is een krabbensoort uit de familie van de Portunidae. De wetenschappelijke naam van de soort is voor het eerst geldig gepubliceerd in 1980 door Fausto.